# Callodirphia
Callodirphia är ett släkte av fjärilar. Callodirphia ingår i familjen påfågelsspinnare.
Kladogram enligt Catalogue of Life:
| Callodirphia | \| \| Callodirphia arpi \| \| \| \| \| \| Callodirphia satanas \| \| \| \| \| \| Callodirphia seitzi \| \| \| \| \| \| Callodirphia zikani \| \| \| \| |
|              | \| \| Callodirphia arpi \| \| \| \| \| \| Callodirphia satanas \| \| \| \| \| \| Callodirphia seitzi \| \| \| \| \| \| Callodirphia zikani \| \| \| \| |
|              | Callodirphia arpi |
|              | |
|              | Callodirphia satanas |
|              | |
|              | Callodirphia seitzi |
|              | |
|              | Callodirphia zikani |
|              | |